# Jan Bascour
Jean Hubert Ghisleen (Jan) Bascour (Sint-Kwintens-Lennik, 9 februari 1923 – aldaar, 11 november 1996) was een Belgisch politicus en burgemeester voor de PVV. Hij behoorde tot de zogenaamde Blauwe Leeuwen.

## Levensloop
Jan Bascour was de zoon van een flamingantische Waal die zijn gezin opvoedde in de Nederlandse taal. Hij volgde onderwijs aan de Karel Buls-normaalschool in Brussel en aan de middelbare normaalschool in Antwerpen. Tijdens de Tweede Wereldoorlog was Bascour actief in het Verzet. Na de Bevrijding werkte hij tot in 1977 als leraar wiskunde aan de Karel Buls-normaalschool in Brussel. Bovendien was hij beheerder van vennootschappen.
Hij werd politiek actief voor de PVV en was voor deze partij van 1965 tot 1976 gemeenteraadslid en burgemeester van Sint-Kwintens-Lennik, een gemeente in het Pajottenland, en van 1977 tot 1982 burgemeester van Lennik. Bovendien zetelde hij van 1965 tot 1991 voor het arrondissement Brussel in de Belgische Senaat, waarvan hij van 1982 tot 1985 de ondervoorzitter was. Van 1979 tot 1985 was hij ondervoorzitter van de PVV en van 1985 tot 1988 was hij staatssecretaris voor het Brussels Gewest, hoewel hij een niet-Brusselaar was. In 1968 was Bascour medestichter van de Blauwe Leeuwen, de PVV-federatie van Brusselse Vlamingen, waarvan hij tot in 1972 de eerste voorzitter was. Van 1983 tot 1985 was hij lid van de Internationale Commissie van de Nederlandse Taalunie.
In de periode december 1971-oktober 1980 zetelde hij als gevolg van het toen bestaande dubbelmandaat ook in de Cultuurraad voor de Nederlandse Cultuurgemeenschap, die op 7 december 1971 werd geïnstalleerd. Op 9 mei 1974 werd hij door de plenaire vergadering verkozen tot voorzitter van deze Cultuurraad. Hij oefende deze functie uit tot april 1977. In de volgende legislaturen bleef hij als vierde ondervoorzitter (juni 1977-december 1978) en als derde ondervoorzitter (april 1979-oktober 1980) deel uitmaken van het Bureau (dagelijks bestuur) van de Cultuurraad. Vanaf 21 oktober 1980 tot november 1991 was hij lid van de Vlaamse Raad, de opvolger van de Cultuurraad en de voorloper van het huidige Vlaams Parlement. De functie van derde ondervoorzitter van de Vlaamse Raad bekleedde hij verder tot december 1981. Vanaf 30 januari 1991 mocht hij zich erevoorzitter noemen, een eretitel die hem werd toegekend door het Bureau (dagelijks bestuur) van de toenmalige Vlaamse Raad.